# Die Dschungelbande
Die Dschungelbande ist eine US-amerikanisch-malaysisch-philippinische Zeichentrickserie nach Motiven des malaysischen Zeichners Lat.

## Handlung
Die Serie beschreibt das Leben des zehnjährigen Jungen Mat, der mit seinen Eltern Yap und Yah und seinen Großeltern in einem traditionellen Kampung lebt. Mat erlebt viele Abenteuer zu Hause, in der Schule, im Dschungel und bei den Ausflügen in die Stadt, stets begleitet von seinen Freunden Bo und Tak sowie seiner jüngeren Schwester Ana. Nebenfiguren sind Mats strenge, aber gerechte Lehrerin Frau Hew und sein heimlicher Schwarm Normah. Ein beständiges Thema der Serie ist das Spannungsfeld zwischen dem traditionellen malaysischen Dorfleben und dem modernen, westlich orientierten Stadtleben, das jeweils unterschiedliche Vorzüge aufweist. Bemerkenswert ist zudem die Aufteilung der meisten Episoden in zwei Teile, in der ein gemeinsames Thema (z. B. Kino) zuerst mehr aus Sicht der Kinder, dann mehr aus Sicht der Erwachsenen kommentiert wird.

## Produktion und Veröffentlichung
Zwischen 1999 und 2000 wurden insgesamt 26 Folgen in zwei Staffeln ausgestrahlt. In Deutschland wurde Die Dschungelbande erstmals 2000 bei RTL II ausgestrahlt.

## Episodenliste
| Folgen-Nr. | deutscher Titel                  | deutsche Erstausstrahlung |
| 1          | Papas Fahrprüfung                | 23. Februar 2000          |
| 2          | Wo ist Ana?                      | 24. Februar 2000          |
| 3          | Das Mädchen aus der großen Stadt | 25. Februar 2000          |
| 4          | Debab                            | 28. Februar 2000          |
| 5          | Kauft Kokosnüsse                 | 29. Februar 2000          |
| 6          | Das fantastische Dorf            | 1. März 2000              |
| 7          | Der klügste Junge der Welt       | 2. März 2000              |
| 8          | Tak hebt ab                      | 3. März 2000              |
| 9          | Das ist nichts für Mädchen       | 6. März 2000              |
| 10         | Die Riesenschildkröte            | 7. März 2000              |
| 11         | Der große Regen                  | 8. März 2000              |
| 12         | Fräulein Dutts Geheimnis         | 9. März 2000              |
| 13         | Der Fluch des Banyanbaums        | 10. März 2000             |
| 14         | Mamas großer Tag                 | 13. März 2000             |
| 15         | Ein riesengroßer Zwerg           | 14. März 2000             |
| 16         | Der gefiederte Freund            | 15. März 2000             |
| 17         | Mutter des Jahres                | 16. März 2000             |
| 18         | Unerwarteter Reichtum            | 17. März 2000             |
| 19         | Besuch aus dem All               | 20. März 2000             |
| 20         | Das Super-Duper-Putzgerät        | 21. März 2000             |
| 21         | Der Vitaminzaubertrank           | 22. März 2000             |
| 22         | Anas erster Schultag             | 23. März 2000             |
| 23         | Der Wunderköder                  | 24. März 2000             |
| 24         | Streit um einen alten Knochen    | 27. März 2000             |
| 25         | Die Mondfinsternis               | 28. März 2000             |
| 26         | Männerwirtschaft                 | 29. März 2000             |